# Beltsville 300 1969
Beltsville 300 1969 var ett stockcarlopp ingående i Nascar Grand National Series (nuvarande Nascar Cup Series) som kördes 16 maj 1969 på den 0,5 mile (804,67 m) långa ovalbanan Beltsville Speedway i Beltsville i Maryland. Totalt avverkades 150 miles (241,401 km) fördelat på 300 varv. Banunderlaget var asfalt. Loppet vanns av Bobby Isaac i en Dodge på tiden 2:03.12 körande för K&K Insurance Racing. 
Isaacs snitthastighet uppgick till 73,059 mph. Han var vid målgång ensam förare på ledarvarvet, två varv före tvåan Neil Castles. Prispotten uppgick till 12 615 dollar, varav 2 500 dollar gick till segraren.

## Resultat
| Plc     | Nr | Förare          | Team/ bilägare           | Konstruktör | Start | Varv | Ledda varv |
| ------- | -- | --------------- | ------------------------ | ----------- | ----- | ---- | ---------- |
| 1       | 71 | Bobby Isaac     | K&K Insurance Racing     | Dodge       | 1     | 300  | 300        |
| 2       | 06 | Neil Castles    | Neil Castles             | Plymouth    | 22    | 298  | 0          |
| 3       | 4  | John Sears      | DeWitt Racing            | Ford        | 4     | 295  | 0          |
| 4       | 64 | Elmo Langley    | Langley-Woodfield Racing | Ford        | 3     | 295  | 0          |
| 5       | 48 | James Hylton    | Hylton Engineering       | Dodge       | 5     | 292  | 0          |
| 6       | 49 | G.C. Spencer    | GC Spencer Racing        | Plymouth    | 9     | 292  | 0          |
| 7       | 25 | Jabe Thomas     | Robertson Racing         | Plymouth    | 10    | 287  | 0          |
| 8       | 80 | E.J. Trivette   | E.C. Reid                | Chevrolet   | 12    | 280  | 0          |
| 9       | 34 | Wendell Scott   | Scott Racing             | Ford        | 11    | 279  | 0          |
| 10      | 18 | Dick Johnson    | Dick Johnson             | Ford        | 20    | 277  | 0          |
| 11      | 10 | Bill Champion   | Champion Racing          | Ford        | 13    | 277  | 0          |
| 12      | 26 | Earl Brooks     | Brooks Racing            | Ford        | 16    | 271  | 0          |
| 13      | 17 | David Pearson   | Holman Moody             | Ford        | 2     | 246  | 0          |
| 14      | 30 | Dave Marcis     | Milt Lunda               | Dodge       | 6     | 184  | 0          |
| 15      | 67 | Buddy Arrington | Arrington Racing         | Dodge       | 8     | 169  | 0          |
| 16      | 38 | Buddy Young     | Fred Bear                | Chevrolet   | 7     | 85   | 0          |
| 17      | 47 | Cecil Gordon    | Seifert Racing           | Ford        | 18    | 65   | 0          |
| 18      | 19 | Henley Gray     | Harry Melton             | Ford        | 18    | 37   | 0          |
| 19      | 70 | J.D. McDuffie   | McDuffie Racing          | Buick       | 17    | 27   | 0          |
| 20      | 45 | Bill Seifert    | Seifert Racing           | Ford        | 15    | 24   | 0          |
| 21      | 2  | Ed Negre        | Negre Racing             | Ford        | 14    | 24   | 0          |
| 22      | 15 | Ed Hessert      | Ed Hessert               | Plymouth    | 21    | 14   | 0          |
| Källor: |    |                 |                          |             |       |      |            |